# ری بات
ری بات (انگلیسی: Ray Butt؛ ‏ ۲۵ ژوئن ۱۹۳۵ – ۱۲ ژوئیهٔ ۲۰۱۳) کارگردان تلویزیونی و تهیه‌کننده تلویزیونی بود.
از فیلم‌ها یا مجموعه‌های تلویزیونی که وی در آن‌ها نقش داشته‌است، می‌توان به در انتهای دوران میانسالی اشاره نمود.